# Тайсэл, Уолтер
Уолтер Тайсэл (англ. Walter Tysal; 3 апреля 1880, Бирмингем, Уорикшир — 1955, Ashton-on-Ribble, Северо-Западная Англия) — британский гимнаст, серебряный призёр летних Олимпийских игр 1908.
На Играх 1908 в Лондоне Тайсэл участвовал в личном первенстве, в котором он занял второе место с результатом 312,00 очков.